# アルコール夜通し転宅
『アルコール夜通し転宅』（アルコールよどおしてんたく、A Night Out）は、チャーリー・チャップリンのサイレント映画。1915年公開。チャップリンのエッサネイ社(The Essanay Film Manufacturing Company)における2作目の作品であり、同社のカリフォルニア州ナイルズのスタジオで製作された最初の作品でもある。日本語表記は、ほかに「酔いどれ二人組」、「チャーリーの夜遊び」がある。
チャップリン映画のヒロインとして知られる女優エドナ・パーヴァイアンスの記念すべき初出演作である。本作ではウェイター長の妻として、セクシーなパジャマ姿を披露している。新しい相手役を探していたチャップリンとサンフランシスコで出会い、本作以降、1923年の『巴里の女性』まで30本以上の作品で共演することとなった。 基本プロットはキーストン期の『メーベルの窮境』、『とんだ災難』のリメイクであるが、藪睨みの珍優ベン・ターピンとの掛け合いで、酔態の何たるかを面白く表現している。他に共演者はレオ・ホワイト、バド・ジェイミソンなど。
本作品に関してはアウトテイクスと思しきものが残存しており、1920年代に『Charlie Butts In』という非公認フィルムの中で、パジャマに着替えたチャーリーがホテルで一悶着を起こす後半部の別テイク（代替テイク）を見ることができる（#外部リンク YouTube参照）。
なおフィルム修復家のデビッド・シェパードによる1999年版では、夜のシーンはブルー、室内のシーンはセピアと色分けが成され、「Charlie Butts In」からの未テイク部分も加えられた長尺版（34分）となっている。

## キャスト
- チャーリー・チャップリン － 酔っ払い
- ベン・ターピン － 仲間の酔っ払い
- バド・ジェイミソン － ウェイター長
- エドナ・パーヴァイアンス － その妻
- レオ・ホワイト － フランスのしゃれ男・ホテルの事務員（二役）